# بايت (أغنية)
بايت (بالإنجليزية: Byte)‏ هي أغنية للدي جي الهولنديين مارتن غاركس وبروكس. تم إصدارها في 7 أبريل 2017، عبر علامة التسجلات الخاصة بمارتن غاركس ستمبد ركردز وسوني ميوزيك.